# 高知県立美術館
高知県立美術館（こうちけんりつびじゅつかん）は、高知県高知市にある美術館。1993年（平成5年）11月3日に開館した。高知ゆかりの世界的写真家である石元泰博の写真コレクションで知られる。可動式能舞台を持つ高知県立美術館ホールを併設しており、展覧会のほか、パフォーミングアーツや映画等の様々なプログラムを展開している。

## 主な所蔵品
収蔵作品は2024年（令和6年）4月時点で42,286点。前身の高知県立郷土文化会館時代から引き継いだ郷土の美術作品のほか、石元泰博の作品以外では、マルク・シャガールやドイツ表現主義及び新表現主義（ニュー・ペインティング）の作品を多く収蔵している。
- マルク・シャガール：「空を駆けるロバ」「村の祭り」「路上の花束」「花嫁の花束」「オルジュヴァルの夜」の油彩画5点、「死せる魂」「サーカス」「ダフニスとクロエ」「ポエム」「アラビアンナイトからの四つの物語」「以心伝心」など版画1202点。中核となった800点超の版画は西和彦旧蔵で、これを大川功が10億で買い取り、開館した93年に寄贈した。
- 石元泰博：「シカゴ」「東京」「桂離宮」「伊勢神宮」「シブヤ、シブヤ」などの写真プリント約35,000点のほか、ポジ・ネガフィルム、石元氏が所有していた蔵書や愛用品など34,753点。館内に石元泰博展示室が設置されており、コレクション展で随時紹介されている。
- アンゼルム・キーファー：「アタノール」
- ジャン＝ミシェル・バスキア：「フーイー」
- ゲルハルト・リヒター：「ステイション」
- ミケル・バルセロ：「黒いカップ」
- フェルナンド・ボテロ：「鏡をもつ女」
- パウル・クレー：「故郷」
- マックス・ペヒシュタイン：「森で」
- ワシリー・カンディンスキー：「「ファウスト」第Ⅱ部アーリエルの場」
- ジョージ・グロス：「緑衣のロッテ」
- ゲオルグ・バゼリッツ（英語版）：「夜と犬」
- 中山高陽：「酔李白図」
- 弘瀬金蔵（絵金）：「図太平記実録代忠臣蔵」
- 河田小龍：「美人図」
- 山本昇雲：「双艶競芳」
- 岸田劉生：「画家の妻」
- 藤田嗣治：「貝殻のある静物」
- 山脇信徳：「夕焼の日本橋」
- 土方久功：「島の伊達少年」
- 奥谷博：「画家と鴉」
- 今西中通：「みどりの静物」
- 石川寅治：「凝視」
- 正延正俊：「作品」
- 白髪一雄：「天猛星霹靂火」
- 岡上淑子：「招待」
- 柳幸典：「ヒノマル・イルミネーション」

その他、マックス・クリンガー、ギルバート＆ジョージ、ジュリアン・シュナーベル、アンディ・ウォーホル、フランク・ステラ、ウィリアム・バロウズ、キース・ヘリング、ヨーゼフ・ボイス、ナム・ジュン・パイク、吉原治良、中西夏之、菊畑茂久馬、大竹伸朗、戸谷成雄、宇佐美圭司、李禹煥、堀浩哉、舟越桂、篠原有司男、森村泰昌、横尾忠則、若林奮、高﨑元尚、合田佐和子、日和崎尊夫、竹﨑和征など。

### 所蔵作品の贋作問題
ドイツ人画家ハインリヒ・カンペンドンクが描いた『少女と白鳥』とされてきた油彩画について、2024年に贋作の可能性が指摘され、専門家による科学調査が行われた。ヴォルフガング・ベルトラッキによる贋作の可能性が「極めて高い」とする調査結果が2025年（令和7年）2月7日に当館から発表された。県は同3月14日、贋作であると判断したと発表した。

## 施設
- 展示室
- 講義室
- 創作室
- 石元泰博フォトセンター（2014年 - ）
- アート情報コーナー
- 県民ギャラリー
- 高知県立美術館ホール - 音楽ホール、座席数399、能楽堂設備
- ミュージアムショップ
- ミュージアムカフェ

## 建築概要
外観は土佐漆喰の土蔵をモチーフとするデザイン。
- 設計・監理：日本設計、環境建築設計事務所、山本長水建築設計事務所
- 竣工：1993年（平成5年）3月
- 敷地面積：20,000m2
- 延床面積：11,906m2
- 構造・規模：地上3階、地下1階

## 利用情報
- 開館時間：9:00〜17:00、入館は16:30まで
- 所在地：高知県高知市高須353番地2

### 交通アクセス
- とさでん交通後免線県立美術館通停留場 徒歩約5分